# سلمان فائق
الطبيب الجراح سلمان فائق آل شاكر من أشهرِ أطباء بغداد ولد عام 1328 هـ/1910م، في محلة الدنكجية، ثم انتقلت عائلتهُ بعدئذ للسكن بمحلة جديد حسن باشا، واسمهُ مركب (سلمان فائق) وهو ابن عبد الرزاق أفندي بن محمد أفندي آل شاكر، وينتسب إلى عائلة شاكر أفندي البغدادية، وكان والدهُ يشغل منصب رئيس تحريرات كتاب ولاية بغداد في عهد الدولة العثمانية، وبعد اكماله لدراستهِ الأولية التحق بالكلية الطبية ببغداد، وتدرب في قسمِ الجراحة تحت اشراف الدكتور وودمان woodman ثم صار معاوناً للدكتور نوئيل إبراهام N.Abraham، وكان عميد الكلية الطبية الملكية في وقتها الدكتور هاري سندرسن الطبيب الخاص للعائلة المالكة العراقية، وتخرج سلمان فائق من الدورة الثانية في الكلية الطبية الملكية العراقية عام 1933م، ومن اقرانه الذين تخرجوا معه في الدورة الثانية الدكتور شوكت محمود.

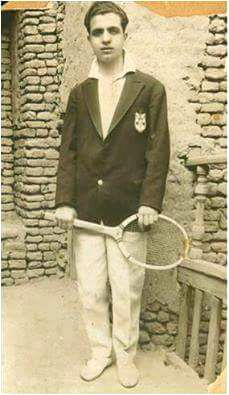
سلمان فائق عندما كان طالبا في الكلية الطبية الملكية العراقية والتقطت الصورة في سطح المنزل في محلة البارودية في بغداد، 1932

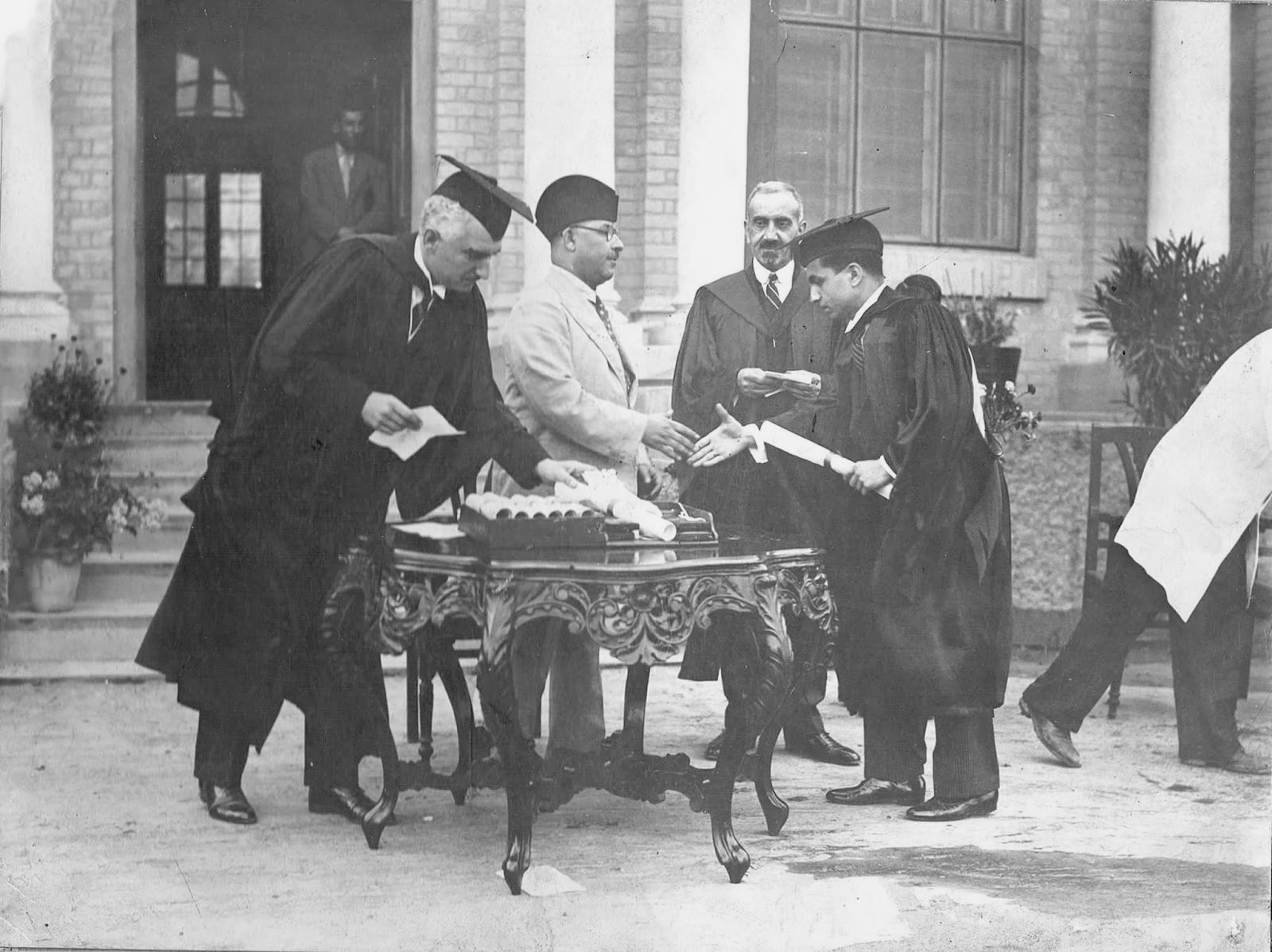
سلمان فائق يتسلم شهادته في الطب ويقابله الطبيب هاري سندرسن، وهو يلتقط شيئا من المنضدة، وبجانبه وزير الصحة حنا خياط، والذي يمد يده لمصافحته هو رئيس الوزراء العراقي جميل المدفعي، التقطت الصورة في الدورة الثانية لتخرج طلاب الكلية الطبية الملكية العراقية في عام 1933م

ولقد سافر سلمان بعد تخرجه إلى مدينة لندن ليكمل دراستهِ في الطب، وهناك تزوج من فتاة بريطانية، وعاد فيما بعد إلى العراق، ومارس اختصاصه في الجراحة في المستشفى الملكي، وأشتهر كطبيب جراح لامع وماهر في العمليات الجراحية التي يجريها، وأوفد بعد الحرب العالمية الثانية إلى الولايات المتحدة الأمريكية في عام 1946م، ليحصل على شهادةِ الماجستير في الجراحة العامة والجراحة التجريبية من إحدى أشهر جامعاتها (مايو كلينيك)، وقد طلب منه البقاء في الولايات المتحدة من قبل اساتذته للعمل في مستشفى مايوكلينيك إلا أنه فضل العودة إلى بلدهِ، وعندما عاد إلى العراق عام 1949م، رفع إلى مرتبة أستاذ مشارك ثم إلى أستاذ كرسي الجراحة عام 1958م، أي في منصب رئيس قسم الجراحة في الكلية الطبية الملكية ثم شغل منصب عمادة كلية الطب بين عامي 1962 - 1963م، وحاز على درجة البروفيسور في الطب والجراحة، وحصل على زمالةِ كلية الجراحين الملكية في لندن، وعلى أكثرِ من شهادة في الجراحة من مختلفِ أنحاء العالم، ولهُ مؤلفات علمية كثيرة، ومن مؤلفاتهِ كتاب الصحة الذي كان يدرس في المدارس الابتدائية سابقا، وبنى مستشفى في العلوية ببغداد في منطقة الكرادة الشرقية، ويوجد في بغداد شارع باسمهِ هو (شارع سلمان فائق) قرب مبنى بدالة العلوية في الكرادة، وكان حسن السيرة كريم الشمائل، ولهُ قاعة سميت على أسمهِ في كلية الطب، وتخرج على يديهِ الكثير من أطباء بغداد المعروفين وسافر لعدة بلدان وساهم في العديدِ من المؤتمرات الطبية وأستقر في مدينة لندن عام 1993م حتى وفاتهِ عام 2002م.
ويتذكر كل من عرفه من طلابهِ وزملائهِ أنهُ يتحلى بروح مرحة من أدب جم وطبع هاديء وخلق رفيع، وفي حياته الخاصة كان سلمان من عائلة مسلمة حيث أهتم بالجانب الديني في أواخر حياته ولقد ذهب إلى الحج عام 1976م، والتزم بالصلاة والصيام إلى أواخر عمرهِ.

صورة سلمان فائق عندما كان في منصب عميد كلية الطب للسنوات 1962-1963

## زواجه وعائلته
تزوج سلمان فائق من سيدة بريطانية عندما سافر لاكمال دراسته الطبية في لندن في عام 1936م، وكان لهُ ولدين هما رمزي ورشاد، ولقد توفي أبنه رمزي بمرض في المخ في عام 1987م، ولهُ منه حفيد واحد اسمه داود (ديفيد)، ولهُ ثلاث أحفاد من ابنه رشاد هم (ليلى وهيلين وجيمس)، وجميعهم الآن يسكنون في لندن.
ومن عائلته ابن عمه موسى كاظم بك السياسي والإداري المعروف والذي شغل منصب المتصرف لعدة ألوية ومحافظات في عهد المملكة العراقية.

## وفاته
توفي الطبيب سلمان فائق في دارهِ في بريطانيا في شهر ذي الحجة عام 1422 هـ/ شباط عام 2002م. ودفن في مقبرة لندن الخاصة بالمسلمين.